# Norrbomia mexicana
Norrbomia mexicana är en tvåvingeart som beskrevs av Marshall och Allen L.Norrbom 1992. Norrbomia mexicana ingår i släktet Norrbomia och familjen hoppflugor. Inga underarter finns listade i Catalogue of Life.